# استرآباد
اَستَرآباد (شهر قدیم گرگان) مربوط به دوران‌های تاریخی پس از اسلام است و در گرگان، بافت قدیم شهر واقع شده و این اثر در تاریخ ۲۴ شهریور ۱۳۱۰ با شمارهٔ ثبت ۴۱ به‌عنوان یکی از آثار ملی ایران به ثبت رسیده است.
گرگان فعلی پیش از سال ۱۳۱۶ خورشیدی، «استرآباد» خوانده می‌شد. در قرون وسطی، عنوان «گرگان» به شهر باستانی گرگان در حومهٔ گنبد کاووس امروزی گفته می‌شد ولی در سال ۱۳۱۶ و به دستور رضاشاه پهلوی این عنوان به شهر استرآباد داده شد.

## وجه تسمیه
«اَستَراباد» در منابع مختلف به صورت «استارآباد، «ستارآباد» و «استراباد» ذکر شده است. دربارهٔ ریشهٔ نام «استرآباد» اقوال مختلفی وجود دارد:
- استرآباد به معنی چراگاه استرها و اسب‌ها؛ چراکه گرگین پسر میلاد در این محل مستقر شدند و چراگاه استرها و اسب‌هایشان بود.
- استرآباد از «استر» (به معنی ستاره) و «آباد» (به معنی عمارت) تشکیل یافته و به معنی «عمارت ستاره» است. چراکه ایرانیان زرتشتی، ستاره را مظهر نور مقدس می‌دانستند.
- استرآباد برگرفته از نام استر همسر خشایارشا بوده و وی این شهر را بنا کرده است.

## موقعیت
یاقوت حموی در کتاب معجم‌البلدان می‌نویسد: «استرآباد شهر بزرگ مشهوریست از اعمال طبرستان در میانه ساری و گرگان از اقلیم پنجم».
از قول مهلبی در تقویم البلدان نیز آمده است: «استرآباد بر حد طبرستان است و از آن تا آمل که مرکز طبرستان است ۳۹ فرسنگ است». همچنین به گفته مهلبی «استرآباد بلده‌ایست از بلاد مازندران».

ظهیرالدین مرعشی در کتاب تاریخ طبرستان و رویان و مازندران می‌نویسد:
حد طبرستان از طرف شرقی دیناره‌جاری و از طرف غربی ملاط که آن قریه شهر هوسم که اکنون به فرضه روده‌سر اشتهارد دارد. حد مازندران از طرف شرقی بیشه انجدان می‌باشد و از طرف غربی ملاط می‌باشد. حد گرگان حالیا که به استرآباد مشهور است و اصلاً دهستان می‌گفتند شرقی دیناره جاری است که حد شرقی تمام طبرستان است و غربی انجدان که حد شرقی مازندران است.
به گفتهٔ ظهیرالدین مرعشی مازندران بخشی از طبرستان است و سرزمین طبرستان، هر دو ولایت گرگان و مازندران را در بر می‌گرفت.

## تاریخ

### تاریخ پیشااسلامی
امروزه به غیر از تپه‌ای تاریخی در مرکز شهر گرگان به نام «قلعه خندان» (ارگ استرآباد) که گفته می‌شود پیشینهٔ ۳ هزار ساله دارد، بقیهٔ بخش‌های باستانی این شهر از بین رفته است.

### از ورود اسلام تا عصر صفویه
اولین اشاره‌ها به استرآباد به دورهٔ خلافت هارون الرشید عباسی برمی‌گردد. در دورهٔ طاهریان، سلیمان بن عبدالله در این شهر ساکن بوده و از آن به عنوان پایگاه نظامی برای نبرد با حسن بن زید علوی استفاده کرده است. در این دوره، این شهر بخشی از ایالت طبرستان بوده و به عنوان پناهگاه طاهریان در برابر علویان عمل می‌کرده است.

### از ورود صفویان تاکنون
استرآباد در دورهٔ شاه عباس یکم، برای اولین بار به عنوان ایالت ذکر گردید. در دورهٔ صفویان، قبایل ترکمن در استرآباد ناآرامی‌هایی را سبب شدند. پس از سقوط اصفهان به دست افغان‌ها، استرآباد به اختیار روسیه درآمد؛ اما بعدها نادرشاه این شهر را از روسیه پس گرفت.

### حاکمان
| حاکم               | شروع | پایان | حکومت   | شاه          |
| ------------------ | ---- | ----- | ------- | ------------ |
| القاسب میرزا صفوی  |      |       | صفویه   |              |
| فرهادخان قرمانلو   |      |       | صفویه   |              |
| یوسف خان ارمنی     |      |       | صفویه   |              |
| فریدون چرکس        |      |       | صفویه   |              |
| بهبود خان چرکس     |      |       | صفویه   |              |
| قزاق چرکس          |      |       | صفویه   |              |
| فتحعلی خان قاجار   |      |       | صفویه   |              |
| سبزعلی بیک         |      |       | افشاریه | نادر شاه     |
|                    |      |       | افشاریه | عادل شاه     |
|                    |      |       | فشاریه  | ابراهیم شاه  |
| محمد حسن خان قاجار |      |       | افشاریه | شاهرخ شاه    |
|                    |      |       | زندیه   | کریم خان     |
|                    |      |       | زندیه   | لطفعلی خان   |
|                    |      |       | قاجار   | آغا محمد خان |
|                    |      |       | قاجار   | فتحعلی شاه   |
|                    |      |       | قاجار   | فتحعلی شاه   |
|                    |      |       | قاجار   | محمد شاه     |

## مذهب
با توجه به تمایل مردم سرزمین‌های کاسپینی به آیین زرتشت و سبک زندگی ایرانی و هم‌چنین شورش‌های آن‌ها بر ضد سلطهٔ اعراب، اسلامی‌سازی در این شهر و منطقه آهسته بود. با این حال، بعدها مذهب شیعه به‌شکل قدرتمندی در استرآباد ظاهر شد. در گزارش‌های متون سال‌های ۴۳۰، ۴۹۹ و ۵۷۷ میلادی از گرگان به عنوان اسقف‌نشین یاد شده است؛ لکن از اینکه چگونه مسیحیت نسطوری در آنجا رو به زوال رفت، اطلاعی در دست نیست.

## ابنیه تاریخی
جغرافی‌دانان قرون وسطی، بیش از آنکه راجع‌به ابنیه تاریخی استرآباد توضیح داده‌باشند، پیرامون آب‌وهوای مساعد و محصولات مرغوب آن صحبت نوشته‌اند. مقدسی می‌نویسد که در قرن چهارم هجری، ارگ استرآباد تخریب شد؛ و علت این خرابی بدون شک حملهٔ بوئیان و نبرد آنان با آل زیار بوده است. مسجد جامع شهر در بازار است و قدیمی‌ترین بنای آن، مناره‌ای آجری است که در جوار مسجد جامع قرار دارد. نقش‌های آجری و کتیبه‌های قرآنی آن مربوط به قرن ششم هجری هستند، ولی سازه‌های اطراف آن جدیدتر هستند. بر روی یک کتیبه چوبی (متعلق به سال ۱۰۱۸ قمری) که بر بالای منبر نهاده شده است، اینطور نوشته شده که ساخت مسجد در زمان ابوالقاسم بابا بهادرخان شروع و در عصر شاه عباس اول به اتمام رسید. کتیبهٔ چوبی دیگری به تاریخ ۱۱۵۷ قمری مرمتی را در زمان نادرشاه افشار ثبت کرده است.

## نگارخانه

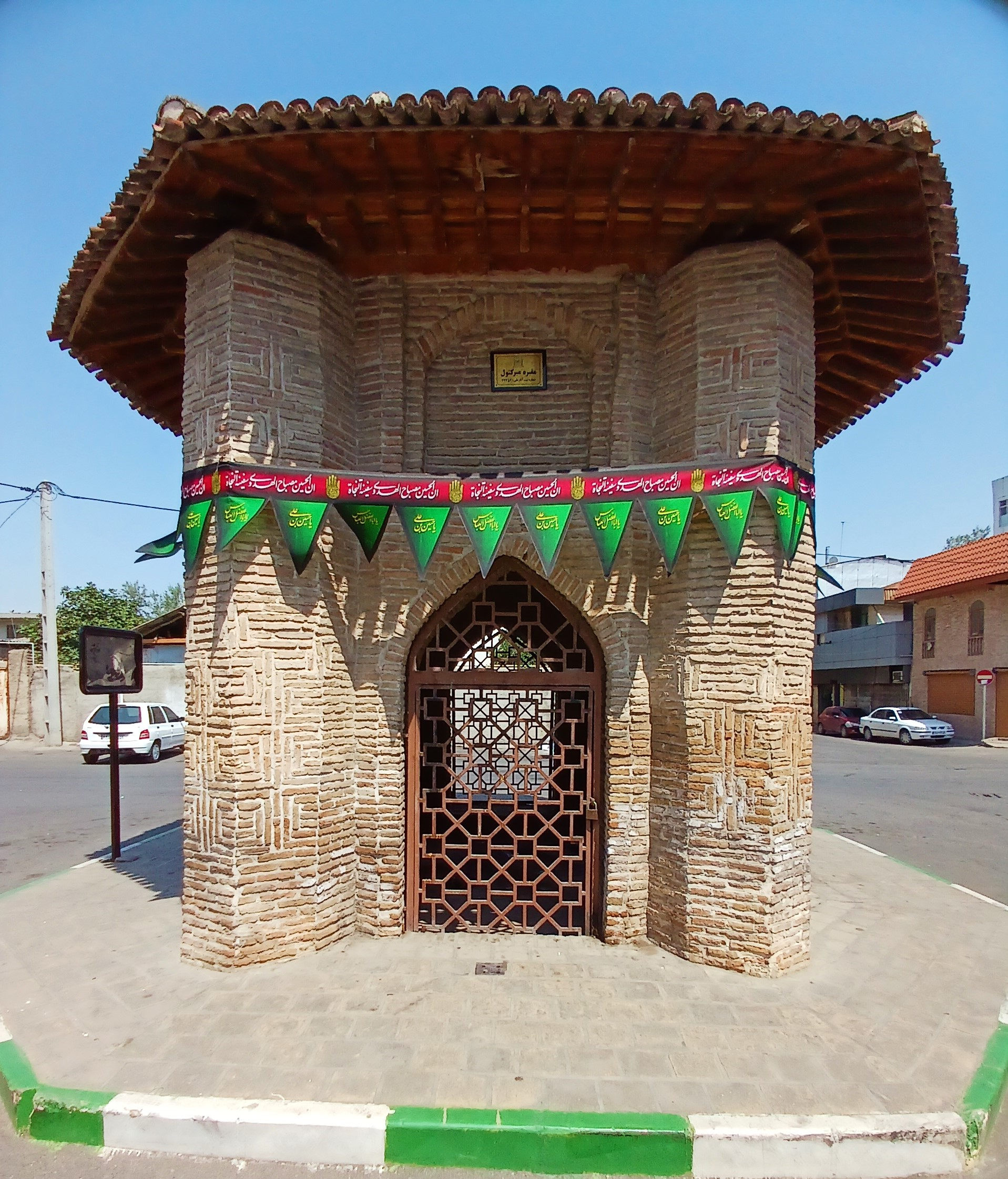
آرامگاه میرکتول واقع در بافت قدیم گرگان
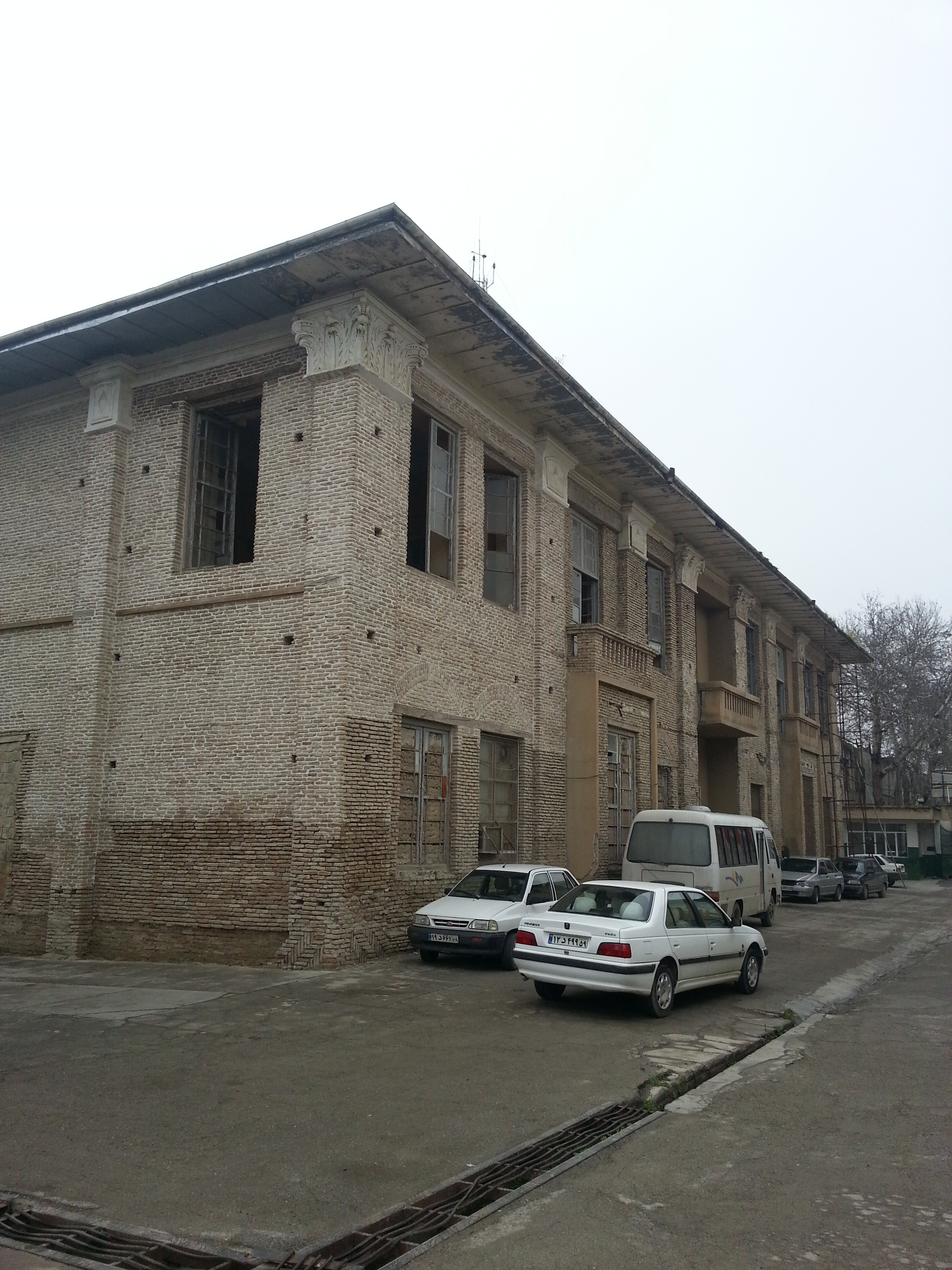
کاخ آقامحمدخان قاجار در بافت قدیمی گرگان (استرآباد)
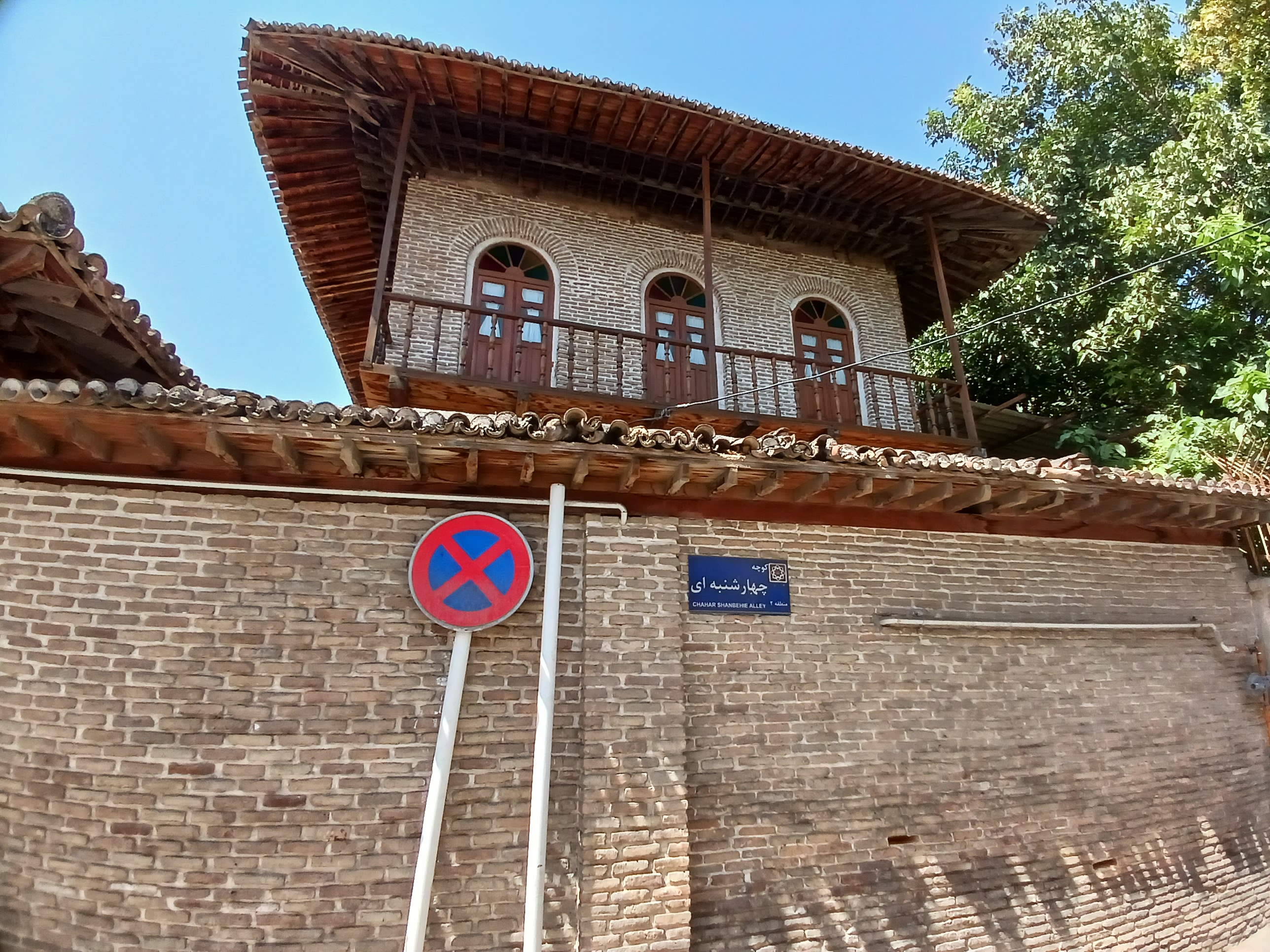
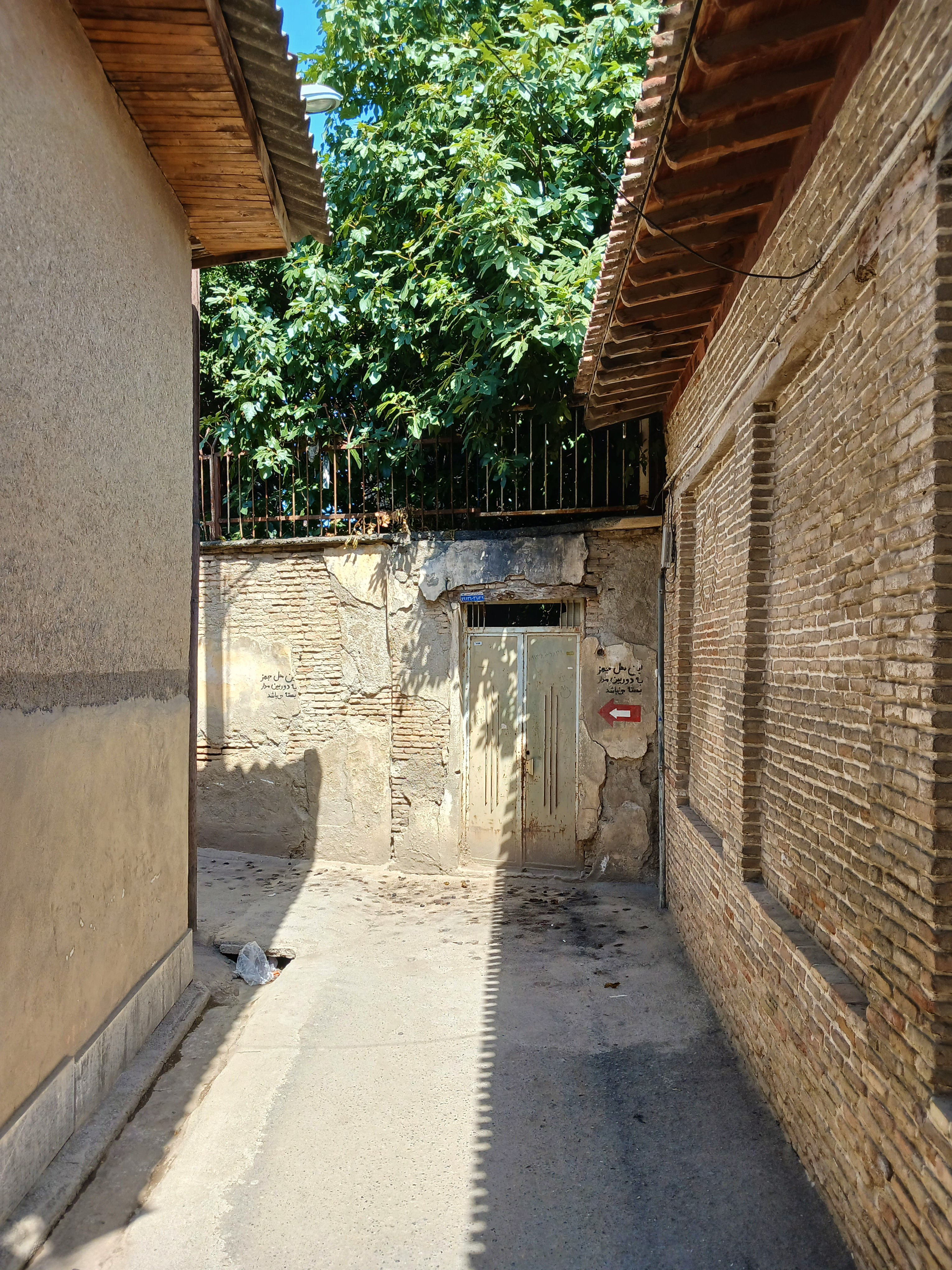
کوچه پس کوچه‌های بافت قدیم
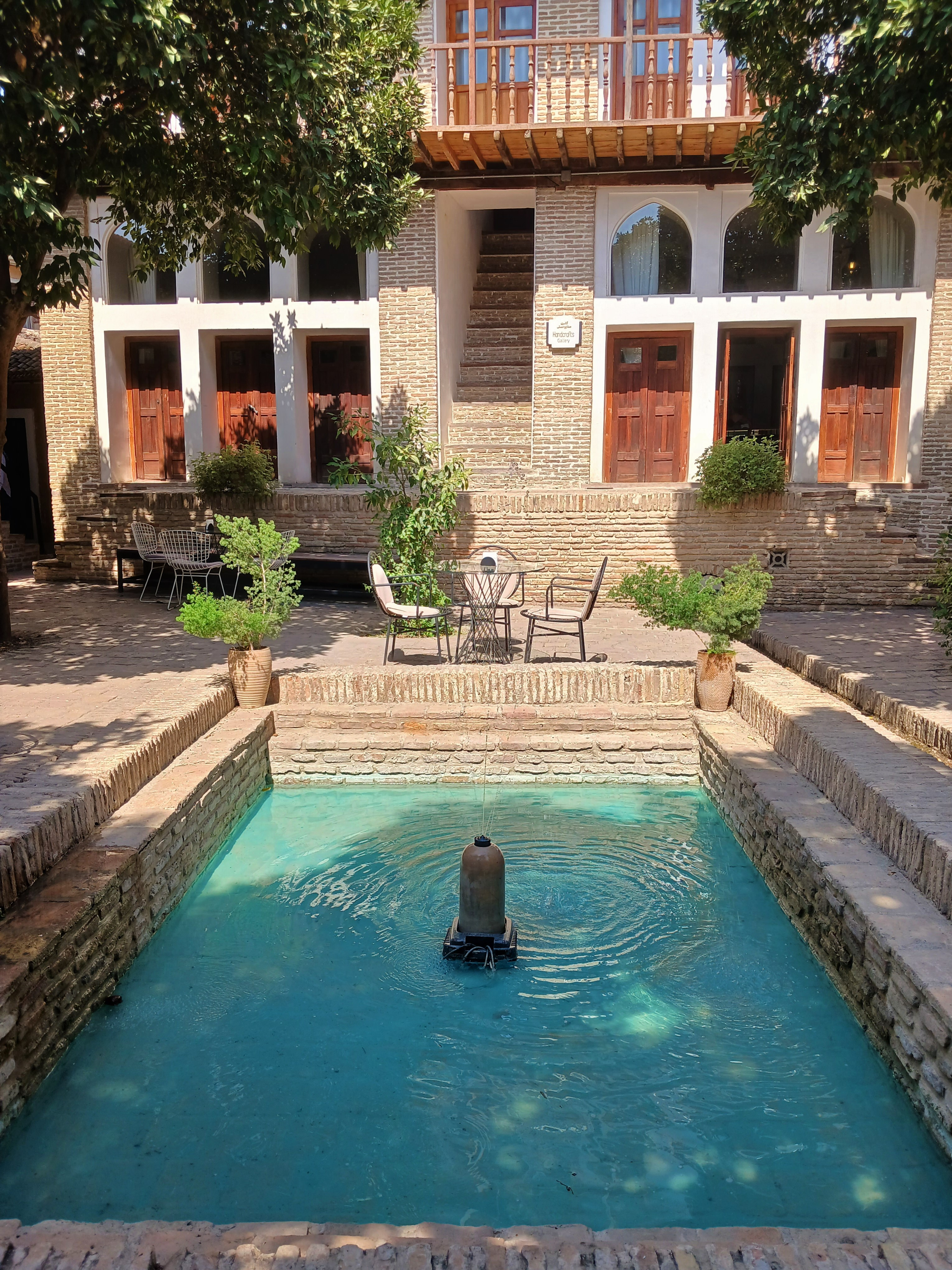
حیاط خانه باقری (گرگان) که از سالم‌ترین بناهای بافت قدیم این شهر می‌باشد و اکنون کاربری فرهنگی، اقامتی و رستوران دارد